# Рверу
Рверу — озеро в Африці, знаходиться на кордоні Бурунді і Руанди. Більшою своєю частиною розташоване в Бурунді — 80 км², 20 км² — на території Руанди. Озеро простягається на 18 км в напрямку північ-південь та до 14,5 км в напрямку схід-захід. З озера беруть початки річки Мугембузі та Ньямабуно. До озера також прокладений канал, яким плавають човнами. На півночі озеро сполучене через болота із Ньябаронго, після злиття з Кагерою води течуть в напрямку водоспаду Русумо.